# Революция (фильм, 1985)
«Революция» — фильм 1985 года режиссёра Хью Хадсона.

## Сюжет
Действие фильма происходит во время войны за независимость США. Охотник Том Добб потерял во время эпидемии свою семью, кроме одного сына. Он держится подальше от политики и не хочет участвовать в сражениях с британскими солдатами, но его сын Нед уходит в армию и Том следует за ним. В армии он встречает дочь аристократа Дейзи, которая становится его возлюбленной.

## В ролях
- Аль Пачино — Том Добб
- Настасья Кински — Дейзи МакКоннахи
- Дональд Сазерленд — сержант-майор Писи
- Джоан Плаурайт — миссис МакКоннахи
- Стивен Беркофф — сержант Джонс
- Энни Леннокс — свободная женщина

## Сборы в кинопрокате и критика
При бюджете в размере $28 млн фильм собрал в прокате США $0,38 млн.. Был отрицательно оценен критиками. Номинировался четырежды на премию «Золотая малина».